# Savannah (soap)
Savannah was een soapserie die slechts een kort leven beschoren was, ze liep van maart 1996 tot februari 1997 op de Amerikaanse televisie.
Het was een late-avond-soap die zich afspeelde in Savannah, Georgia. Het verhaal draaide om  de drie vriendinnen Reese, Lane en Peyton. 